# MEOS
Mikrosomalny system utleniania alkoholu (ang. Microsomal Ethanol Oxidizing System) jest alternatywną/dodatkową drogą metabolizowania etanolu, który zachodzi w mikrosomach utleniających etanol do aldehydu octowego.
W przypadku często powtarzanego, długotrwałego spożywania alkoholu, szlak z udziałem ADH i ALDH przestaje być wystarczający. Wtedy włączają się mechanizmy adaptacyjne, polegające na rozbudowie gładkiego retikulum endoplazmatycznego w hepatocytach oraz włączeniu szlaku rozkładu etanolu przez enzymy zawarte w mikrosomach.

## Zasada działania
MEOS opiera się na aktywności następujących komponentów:
- cytochromu P-450 2E1 (w skrócie CYP 2E1)
- zredukowanej formy NADPH,
- tlenu cząsteczkowego,
- reduktazy NADPH: cytochrom C,
- frakcji lipidowej,

Sama reakcja zaś przebiega według poniższego schematu:
CH3CH2OH + NADPH + H+ + O2 ↔ CH3CHO + NADP+ + H2O
Układ MEOS, wbrew nazwie, charakteryzuje się małą swoistością substratową. Efektywnie przebiega w nim również metabolizm metanolu i alkoholi długołańcuchowych.
Procesowi temu towarzyszy powstawanie wolnych rodników hydroksylowych, których znaczenie w sumarycznej aktywności MEOS nie jest do końca wyjaśnione.

## Charakteryzacja enzymu
Aktywność MEOS jest wprost proporcjonalna do wzrastającej konsumpcji alkoholu etylowego lub przy metabolizowaniu jego dużych ilości. MEOS wymaga udziału enzymu CYP2E1, który jest częścią cytochromu P450 metabolizującego alkohol w aldehyd octowy. Powinnowactwo etanolu dla enzymu CYP2E1 jest mniejsze niż dla dehydrogenazy alkoholowej, gdyż jej reakcja jest opóźniona w stosunku do MEOS. Aktywność MEOS jest bezpośrednio związana z działaniem CYP2E1.
MEOS wymaga utlenienia NADPH do NADP+. Prowadzi to do bezpośredniego pochłonięcia ATP i rozprowadzenia ciepła, stąd wynika hipoteza, że osoby, które nadużywają alkoholu, mają większe zapotrzebowanie energetyczne, między innymi ze względu na bardzo prawdopodobne zaburzenia fazy REM. Osoby te wykazują także większą skłonność do zapadania na zespół chronicznego zmęczenia.